# 対馬方言
対馬方言（つしまほうげん）とは、対馬で話される日本語の方言。九州方言に属する。肥筑方言に含められるが、肥筑方言的な特徴はやや薄い。
地理的な関係から、かつては朝鮮語との関係を期待されて多くの研究が為されたが、結果的に対馬方言と朝鮮語との間には借用語以上の共通性は見られないことが判明した。

## アクセント
アクセントの類型は東京式アクセントの変種である。使用地域の大部分では、二拍名詞の多くが頭高型（最初が高い）で「かぜが」（風が）、「おとが」（音が）、「あしが」（足が）、「うみが」（海が）、「あきが」（秋が）のようになるが、三類で二拍目が広母音を持つもののみ「やまが」のように尾高型になる。

## 文法
- 上二段活用と下二段活用の両方を残している。
- 形容詞はカ語尾にはならず、共通語や豊日方言と同じイ語尾になる。
- 主格の格助詞には「の」も使うが、共通語と同じ「が」を主とする。
- 対格も大部分の地域で「ば」ではなく、共通語と同じ「を」を使う。
- 引用の助詞は「-っち」。
- 原因・理由を表す接続助詞には「けん」などを用いる。逆接の接続助詞は、周辺部を中心に「ばってん」も使われるが、対馬中心部では「けんどん・けっどん」が主流である。
- 準体助詞には「と」「つ」を用いる。
- 終助詞は「-ちゃ」。その他の終助詞に「ばな」「ばで」がある。

## その他
地理的・歴史的経緯により、朝鮮語からの借用語が存在する。たとえば対馬方言では、朝鮮語の「トーマン（逃亡）カッタ」を夜逃げの意味で使用する。
また他の例としては、友達のことを「ちんぐ」、ズボンのことを「ぱっち」という。これはどちらも韓国語の친구(チング)と바지(パジ)に対応する。